# Villa Arnold (Schorndorf)

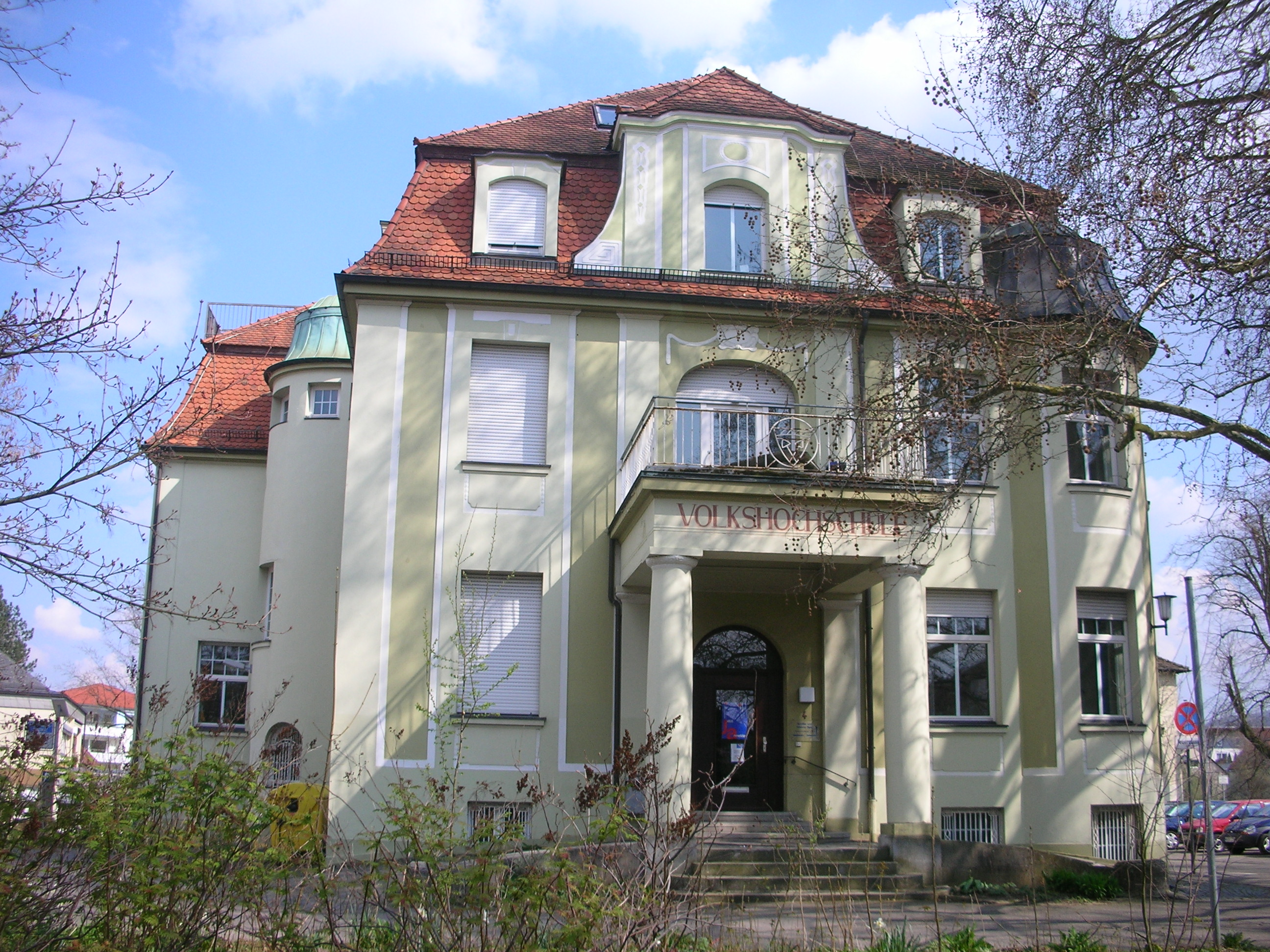
Villa Arnold

Die Villa Arnold ist ein ehemaliges Wohnhaus in Schorndorf, in dem heute die Volkshochschule untergebracht ist.

## Lage und Umgebung

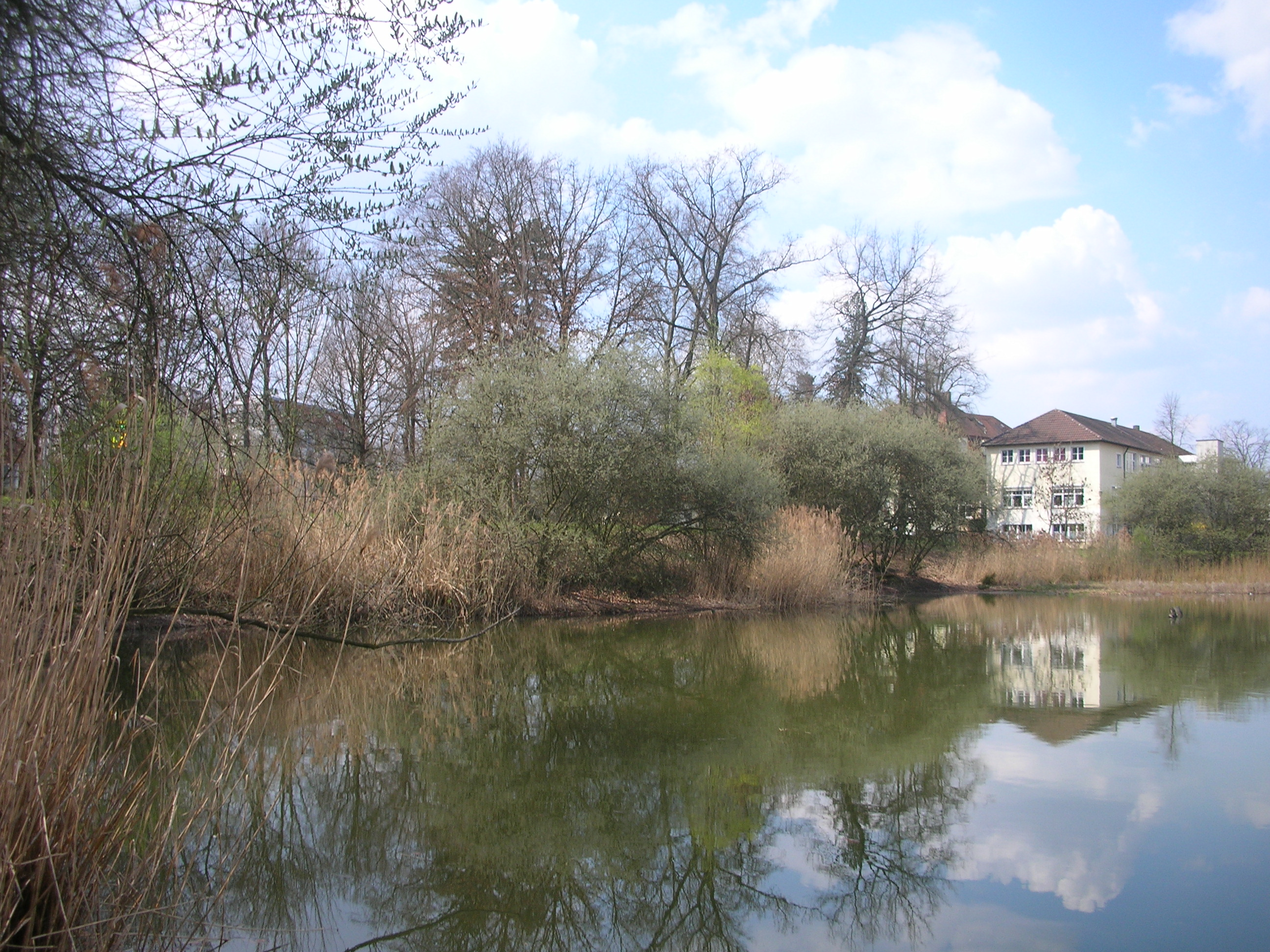
Der Stadthallensee, im Hintergrund rechts die Stadtbücherei, links die Arnold-Villa

Das Gebäude erhebt sich östlich der historischen Schorndorfer Altstadt, der Arnoldgalerie und des Burgschlosses nahe der Bahnlinie der Remsbahn. Schräg gegenüber befindet sich ein zugehöriges Beigebäude, das im selben Stil erbaut wurde.
Die Villa liegt am Rande eines kleinen Parks. Der dort befindliche See ist aus einem baulichen Irrtum entstanden; vor Jahren sollte an diesem Ort eine Stadthalle errichtet werden, doch stellte sich nach Grabung eines Loches heraus, dass der Boden nicht geeignet war. Das Loch lief mit Grundwasser voll und der See, heute ein Biotop, entstand; von dieser Tatsache rührt die oft gehörte Bezeichnung „Stadthallensee“ her. 
Südlich schräg gegenüber dem Park steht das Geburtshaus von Reinhold Maier, dem ersten Ministerpräsidenten Baden-Württembergs; in einen Anbau hinter der Villa ist die Stadtbücherei eingerichtet.

## Geschichte

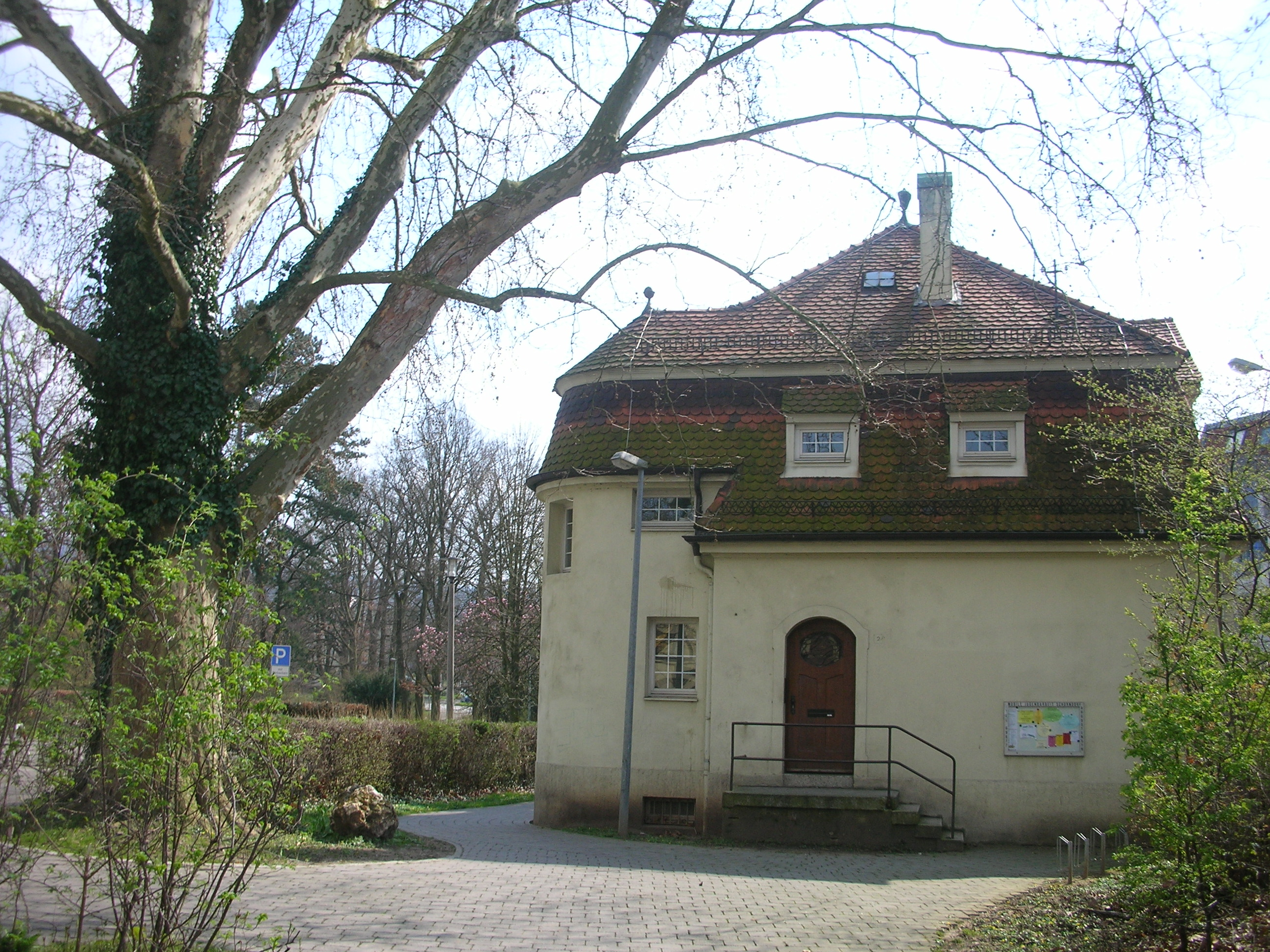
Beigebäude der Villa

Das Gebäude wurde 1905 im Auftrag des Schorndorfer Fabrikanten und Stadtrats Carl Arnold errichtet. Dieser gründete in der Stadt eine florierende Eisenmöbelfabrik; die Villa befindet sich einige Meter östlich der ehemaligen Fabrikgebäude. Die Familie Arnold benutzte das Gebäude als Wohnhaus, der umgebende Garten wurde später als Park ausgewiesen.
1941 zog die Obergauführerinnenschule in das Gebäude.
Seit 1946 befindet sich in dem Haus die Volkshochschule.
Auf dem Gelände der Fabrik wurde die sogenannte Arnoldgalerie geschaffen; das Areal wurde modernisiert und verschiedene Geschäfte, Museen, Gastronomie und die Jugendmusikschule zogen in die Gebäude ein. Die Arnoldgalerie gilt als Musterprojekt der Innenstadterweiterung. 

## Besonderheiten

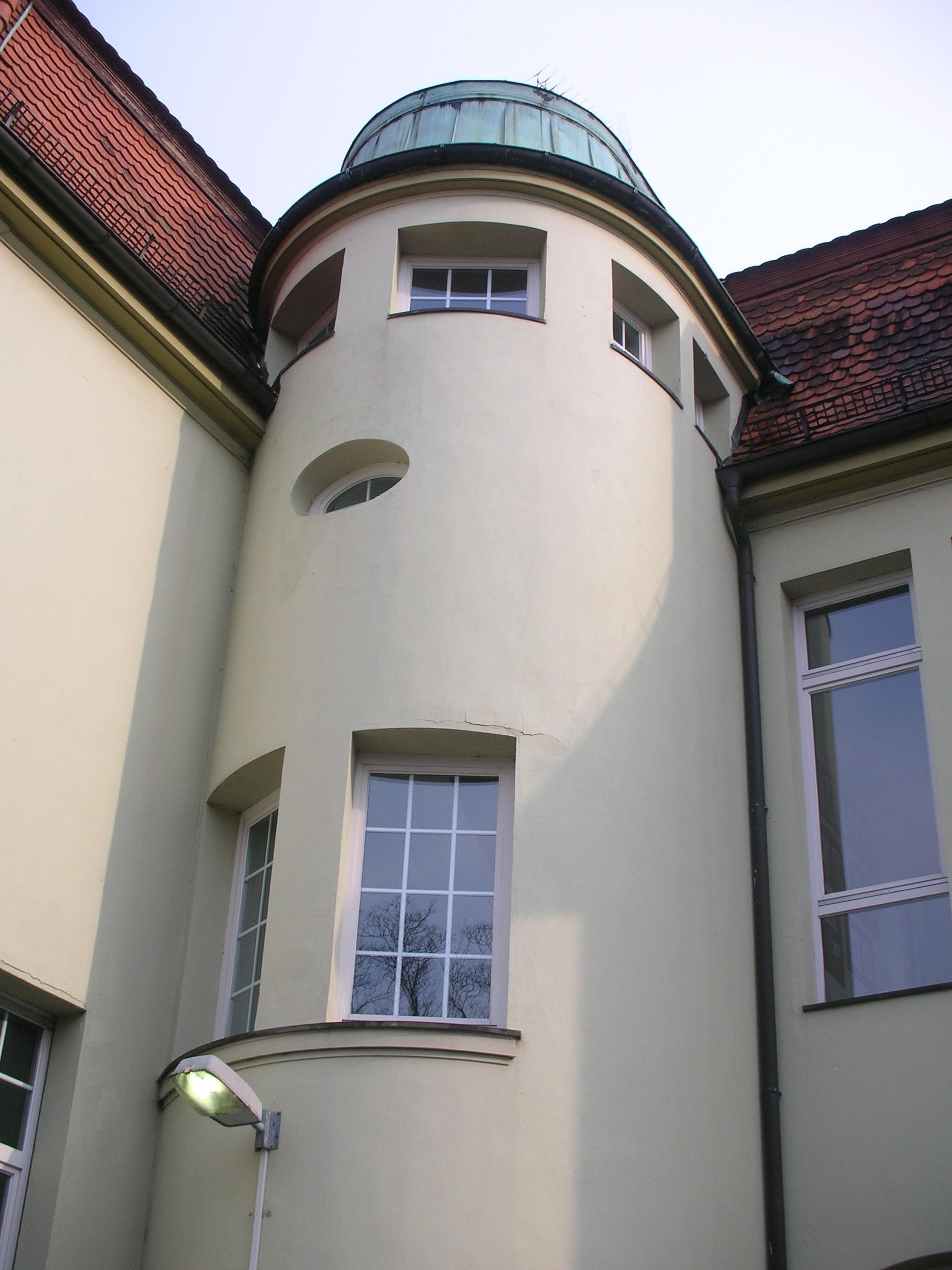
Über dem Bediensteteneingang

Die Villa Arnold wurde im Stil des späten Jugendstils im Übergang zur Moderne des 20. Jahrhunderts gebaut. Die Fassaden wurden weitgehend geglättet; noch einige Jahre vor Baubeginn waren Verzierungen üblich und so kann das Gebäude als Vorstufe des späteren Neuen Bauens gesehen werden. Es sind einige Ornamente und Jugendstil-typische Fenster vorzufinden.
Das ehemalige Wohnhaus ist eines der repräsentativsten Bauwerke der Stadt und zeugt von dem Reichtum seines Erbauers. Das mächtige Portal ist von zwei Säulen eingefasst, diese stützen einen Balkon, der den Eingang überdacht und dessen Front heute die Bezeichnung „Volkshochschule“ ziert. Das Gebäude besitzt einen Nebeneingang, durch den damals das Personal das Haus betrat.
Die Villa wird von einem Mansardenwalmdach bedeckt.